# Alenia Aermacchi M-345
Alenia Aermacchi M-345 – włoski samolot szkolny przeznaczony do szkolenia i treningu pilotów wojskowych powstały na bazie wcześniejszej konstrukcji, maszyny SIAI-Marchetti S.211.

## Historia

### Geneza
Rozwój i produkcja wojskowych samolotów szkolno-treningowych oraz ich uzbrojonych wersji ma we Włoszech długą tradycję. Do dziś duży nacisk we włoskim systemie szkolenia przyszłych pilotów samolotów bojowych kładzie się na ich wyszkolenie na samolotach z napędem odrzutowym. Takie również maszyny dominowały w ofercie włoskich wytwórni, zaspokajających potrzeby rodzimych, Włoskich Sił Powietrznych. Pierwszą z nich – Aermacchi MB-326 – był na tyle udaną konstrukcją, iż znalazł się na wyposażeniu wielu sił powietrznych świata nie tylko w wersji maszyny szkolnej, ale również samolotu bojowego (głównie w wersji szturmowej). W pierwszej połowie lat 80. XX wieku samolot został wycofany z włoskich sił powietrznych, a jego miejsce zajął Aermacchi MB-339. Konstrukcja znalazła uznanie w oczach zagranicznych odbiorców, którym włoska wytwórnia zaoferowała również wersję szturmową. Maszyna nie odniosła jednak aż tak dużego sukcesu na zagranicznych rynkach jak jej poprzedniczka, MB-326. Najnowszym włoskim samolotem szkolno-treningowym z możliwością wykonywania zadań o charakterze szturmowym jest Alenia Aermacchi M-346. Sukcesy Aermacchi i jej kontynuatorki, Alenia Aermacchi zachęciły inną włoską wytwórnię do pójścia w ślady konkurencji. SIAI-Marchetti w połowie lat 60. ubiegłego wieku rozpoczęła produkcje taniego samolotu szkolnego SIAI-Marchetti SF.260 z napędem tłokowym, przeznaczonego dla klientów z mniej zasobnym portfelem. Idąc śladem rodzimej konkurencji, w 1976 roku SIAI-Marchetti rozpoczęła prace nad własną maszyną szkolną z napędem odrzutowym. W efekcie powstał lekki, jednosilnikowy, oblatany w 1981 roku SIAI-Marchetti S.211. W zamierzeniu producenta maszyna również miała być zaoferowana użytkownikom nie dysponującym dużymi zasobami finansowymi. Niestety planów wytwórni nie udało się zrealizować. Samolot trafił do odbiorców zagranicznych (Singapuru, Haiti i na Filipiny), ale cała produkcja zamknęła się na zaledwie około 60 egzemplarzach. Jednym z powodów niepowodzenia sprzedażowego był fakt, iż w 1983 roku firma została przejęta przez włoską Agustę, specjalizującą się w produkcji śmigłowców i niemającą doświadczenia na rynku samolotów szkolno-treningowych. Sytuacja odmieniła się radykalnie w 1997 roku, kiedy to prawa do projektu S.211 zakupiła firma Aermacchi, potentat na rynku treningowych samolotów z napędem odrzutowym. W oczach specjalistów z Aermacchi S.211 dysponował potencjałem, który zamierzano wykorzystać.

### Projekt

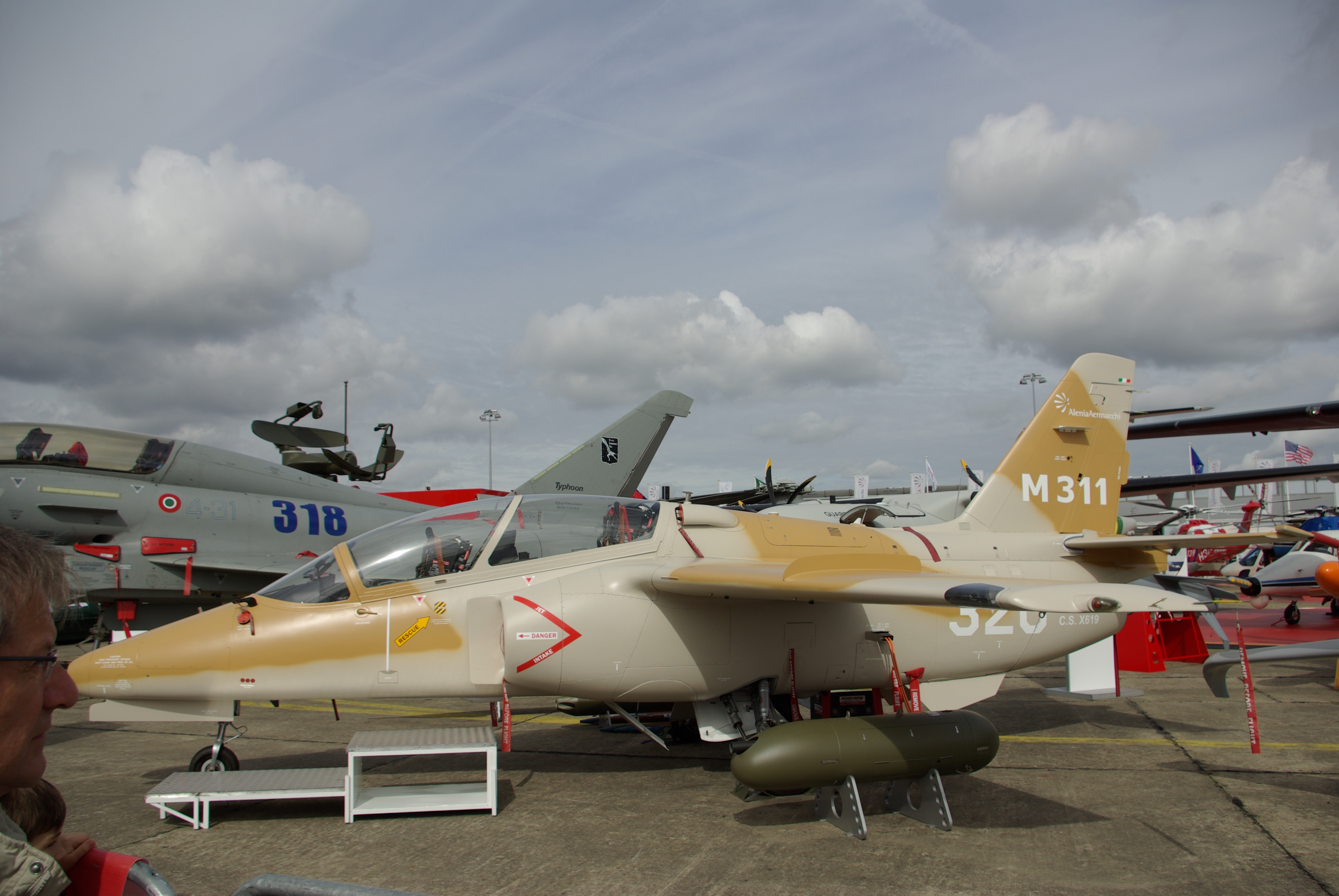
Aermacchi M-311

Na bazie S-211 (Aermacchi zmieniła oznaczenie S.211) postanowiono zbudować samolot o zdecydowanie lepszych parametrach i osiągach niż pierwowzór, starając się jednak zachować ekonomikę eksploatacji S-211. W 2004 roku wytwórnia ujawniła swoje plany względem konstrukcji prezentując demonstrator technologii, jakie miały być użyte w docelowym samolocie. Demonstrator otrzymał oznaczenie M-311 i 1 czerwca 2005 roku wzbił się do swojego dziewiczego lotu z lotniska Varese-Venegono. W porównaniu do pierwowzoru zmodyfikowano zakończenia skrzydeł, dodano podkadłubowe płetwy stabilizujące oraz dodatkowy węzeł podkadłubowy do podwieszania uzbrojenia. Samolot charakteryzuje się możliwością wypełniania zadań o charakterze bliskiego wsparcia. Cała konstrukcja została wzmocniona, dzięki czemu możliwe stało się zwiększenie jej żywotności do 15 tysięcy godzin. Zmodernizowano i wzmocniono podwozie samolotu. Zastosowano mocniejszy o 30% względem S-211 silnik Pratt & Whitney JT15D-5C. Zmodernizowano awionikę maszyny wyposażając ją w cyfrowe systemy. Pilot na przednim siedzeniu ma do dyspozycji trzy wielofunkcyjne wyświetlacze ciekłokrystaliczne oraz wyświetlacz przezierny HUD. Tylna kabina wyposażona jest w dwa wielofunkcyjne wyświetlacze i repetytor wskaźnika HUD. Dwa komputery misji i sterownie typu HOTAS (Hands on Throttle and Stick), łącze transmisji danych pracujące w trybie czasu rzeczywistego. Pokładowy system monitorowania stanu i zużycia poszczególnych elementów samolotu (Health and Usage Monitoring System - HUMS), umożliwił szybką reakcję obsługi technicznej na wszelkie, ewentualne problemy techniczne. Dzięki takiemu zabiegowi udało się wyeliminować kompleksowe przeglądy techniczne, uziemiające samoloty na dłuższy czas. Maszyna, tak samo jak M-346, została zintegrowana z naziemnym systemem szkoleniowym (Ground Based Training System - GBTS). GBTS umożliwia pilotom trenowanie i szkolenie w symulatorach oddających realia lotu, kabiny i wyposażenia prawdziwego samolotu. Tym samym udało się (według producenta) znacząco obniżyć koszty eksploatacji samolotu.

## M-345
Prace nad samolotem zakończono w 2016 roku. Tak długi okres był spowodowany tym, iż główny nacisk w tyk okresie wytwórnia Alenia Aermacchi położyła na projekt i promocję dużo droższego i bardziej skomplikowanego M-346 Master, efektem czego była sprzedaż samolotu między innymi polskim siłom powietrznym. W 2012 roku oznaczenie M-311 zmieniono na M-345. Zmiana oznaczenia ma oddawać rolę, jaką ma pełnić samolot w systemie szkolenia pilotów wojskowych. Drogi w eksploatacji M-346 ma być używany na ostatnim etapie szkolenia, zdecydowana większość wylatanych przez kursantów godzin ma się jednak odbywać na tańszej maszynie, którą może być M-345. Nowe oznaczenie ma z jednej strony podkreślać rolę samolotu w systemie szkolenia (najpierw M-345, a następnie M-346) oraz wskazywać następcę starzejących się nieuchronnie MB-339. 18 czerwca 2013 roku podczas trwania Międzynarodowego Salonu Lotniczego w Paryżu, Alenia Aermacchi oraz Narodowy Inspektorat Uzbrojenia Włoch (Direzione degli Armamenti Aeronautici e per l'Aeronavigabilità) podpisały umowę o wspólnym opracowaniu na bazie M-345 samolotu szkolenia zaawansowanego, który otrzymał oznaczenie M-345 HET (High Efficiency Trainer). Powołany do życia zespół przedstawicieli obydwu instytucji określił parametry, jakimi musi się charakteryzować nowy samolot i zakres zmian potrzebnych do ich uzyskania. W stosunku do prototypu M-311, zastosowano mocniejszy silnik Williams FJ44-4M o ciągu maksymalnym 15 kN. Silnik jest jednostką dostępną masowo na cywilnym rynku, a dzięki temu tanią. Zmieniono kształt nosa samolotu, zastosowano nową owiewkę kabiny załogi oraz zmodyfikowano podwozie samolotu. M-345 HET do swojego pierwszego lotu wzbił się 29 grudnia 2016 roku. Za sterami maszyny siedzieli piloci doświadczalni Quirino Bucci i Giacomo Iannelli, sam lot trwał 30 minut i odbył się bez przeszkód. Już kilkanaście dni później, 13 stycznia 2017 roku, Inspektora Uzbrojenia podpisał z wytwórnią umowę na zakup pięciu samolotów M-345 HET, które otrzymały oznaczenie wojskowe T-345. Wstępne plany zakładały ich wejście do służby w 2019 roku i służbę w 61º Stormo w bazie Galatina wraz z M-346. M-345 mają zastąpić w procesie szkolenia samoloty T-339A (MB.339A). Obok samolotów, producent dostarczy również naziemny system szkoleniowy oraz pakiet logistyczny. M-345 HET ma stać się również maszyną wykorzystywaną przez włoski zespół akrobacyjny Frecce Tricolori a tym samym zastąpić dotychczas wykorzystywane przez zespół samoloty AT-339A (MB.339A PAN). W barwy tego zespołu pomalowany jest drugi z wybudowanych prototypów. W porównaniu do samolotów prototypowych, maszyny seryjne mają mieć zmodyfikowane wloty powietrza do silników i podwyższoną kabinę pilotów. Pierwszy przeznaczony dla rodzimych sił powietrznych T-345 został oblatany 13 sierpnia 2019 roku z przyzakładowego lotniska firmy w Venegono Superiore. Maszyna o tymczasowych znakach CSX55233 jest pierwszym samolotem z pięciu zamówionych w styczniu 2017 roku. W czerwcu 2019 roku, firma podpisała kontrakt na dostawę kolejnych trzynastu maszyn siłom powietrznym Włoch. 
W 2008 roku maszyną zainteresowały się Chilijskie Siły Powietrzne, które potencjalnie mogłyby zakupić obydwa przeznaczone do szkolenia samoloty M-345 i M-346, jak również uruchomić produkcję M-345 na swoim terenie i zająć się sprzedażą samolotu na rynkach Ameryki Południowej. Podpisano wstępne porozumienie (Memorandum of Understanding) ale bez konsekwencji w postaci ostatecznego zamówienia włoskich samolotów. 
M-345 HET był w kręgu zainteresowań Francuskich Sił Powietrznych, które poszukiwały maszyny mającej zastąpić samoloty Dassault/Dornier Alpha Jet. Na przełomie maja i czerwca 2015 roku oficjalna delegacja francuska zapoznała się z włoskim samolotem. Ostatecznie jednak kontrakt wygrał szwajcarski Pilatus Aircraft i jego PC-21. M-345 jest wymieniany również w kontekście potencjalnego następcy szkolnych samolotów Saab 105 używanych w Österreichische Luftstreitkräfte oraz Szwedzkich Siłach powietrznych. W przypadku Szwecji i poważnego zaangażowania się Saab Group w projekt T-X, samolot Boeinga i jego szwedzkiego partnera może stanowić poważną konkurencję dla włoskiej konstrukcji. 12 czerwca 2019 roku włoskie ministerstwo obrony podpisało umowę z producentem, w ramach której zakupiono 13 samolotów w wersji M-345 HET. Obok samych maszyn, wytwórnia zabezpieczy naziemną infrastrukturę szkoleniową oraz udzieli wsparcia logistycznego przez pięć lat. Zamówienie to podniosło liczbę zakupionych przez włoskie siły powietrzne maszyn do 18 egzemplarzy. 
21 grudnia 2018 roku, producent poinformował o oblocie pierwszej seryjnej maszyny. 8 maja 2020 roku M-345 HET uzyskał wstępny europejski certyfikat zdatności do lotów AER (EP) P-21 w ramach EMAR 21 (European Military Airworthiness Requirement Part 21) od podległej Ministerstwu Obrony Republiki Włoskiej agencji DAAA (Direzione Armamenti Aeronautici e per l’Aeronavigabilita).

## Służba
23 grudnia 2020 roku, dwa pierwsze T-345A zamówione przez włoskie siły powietrzne wylądowały w bazie w bazie Galatina, siedzibie w 61º Stormo. Samoloty mają być wykorzystywane do szkolenia pilotów sił powietrznych, w trakcie pierwszej i drugiej fazy treningu lotniczego.